# Ђуљано ин Кампања
Ђуљано ин Кампања, у свакодневном говору Ђуљано (итал. Giugliano in Campania) град је у јужној Италији. Други је по величини град округа Напуљ у оквиру италијанске покрајине Кампанија. То је, у ствари, највеће насеље у држави (предграђе Напуља) и највеће насеље у Италији које није управно средиште округа.

## Природне одлике
Град се налази у јужном делу Италије, на 20 км северно од Напуља, у плодној и густо насељеној Кампањској равници на надморској висини од око 100 m. Источно од града пружају се крајњи огранци Кампањских Апенина.

## Историја
Ђуљано ин Кампања је био староримски град, основан 421. године п. н. е. као Лилијанум. Насеље под данашим називом настало је у средњем веку, а први пут се спомие 1270. године. Све до 20. века то је било насеље без већег значаја и скромне величине, али је ширењем градског подручја Напуља ка северу добило на битности и нагло се проширило у данас највеће приградско насеље Италије.

## Становништво
Према резултатима пописа становништва 2011. у општини је живело 108.793 становника.
| 1931.  | 1936.  | 1951.  | 1961.  | 1971.  | 1981.  | 1991.  | 2001.  | 2011.   |
| ------ | ------ | ------ | ------ | ------ | ------ | ------ | ------ | ------- |
| 20.638 | 21.474 | 26.310 | 30.429 | 35.757 | 44.220 | 60.096 | 97.999 | 108.793 |

## Галерија
- Стара градска улица
- Градска железничка станица
- Црква св. Николе
- Црква св. Софије